# Crisis energética de Venezuela
La crisis energética de Venezuela se refiere a un período durante el cual el país experimenta un marcado déficit de generación de energía eléctrica que aparece desde mediados del 2009 y ha continuado hasta la actualidad. Varias han sido las causas de la crisis que ocurrieron antes del 2009. La primera, el cambio de modelo de organización de las diferentes empresas eléctricas para el 2007 en un modelo centralista y la reforma de la primera Ley Eléctrica en el 2004. La segunda fue una prolongada sequía que ocasionó que el agua en el embalse de la Central Hidroeléctrica Simón Bolívar alcanzara niveles bajos. Esto ocurrió durante una nueva ocurrencia del fenómeno climático de El Niño, que se empezó a desarrollar desde julio de 2009. Aunque se tomaron diversas medidas para superar la crisis, una de las más polémicas fue la de implementar un programa de racionamiento eléctrico en todo el país, excepto en la capital Caracas, que fue finalmente suspendido de manera oficial en junio de 2010, debido a la recuperación de los embalses por las lluvias, y para no interrumpir la transmisión de la Copa Mundial de Fútbol de 2010.

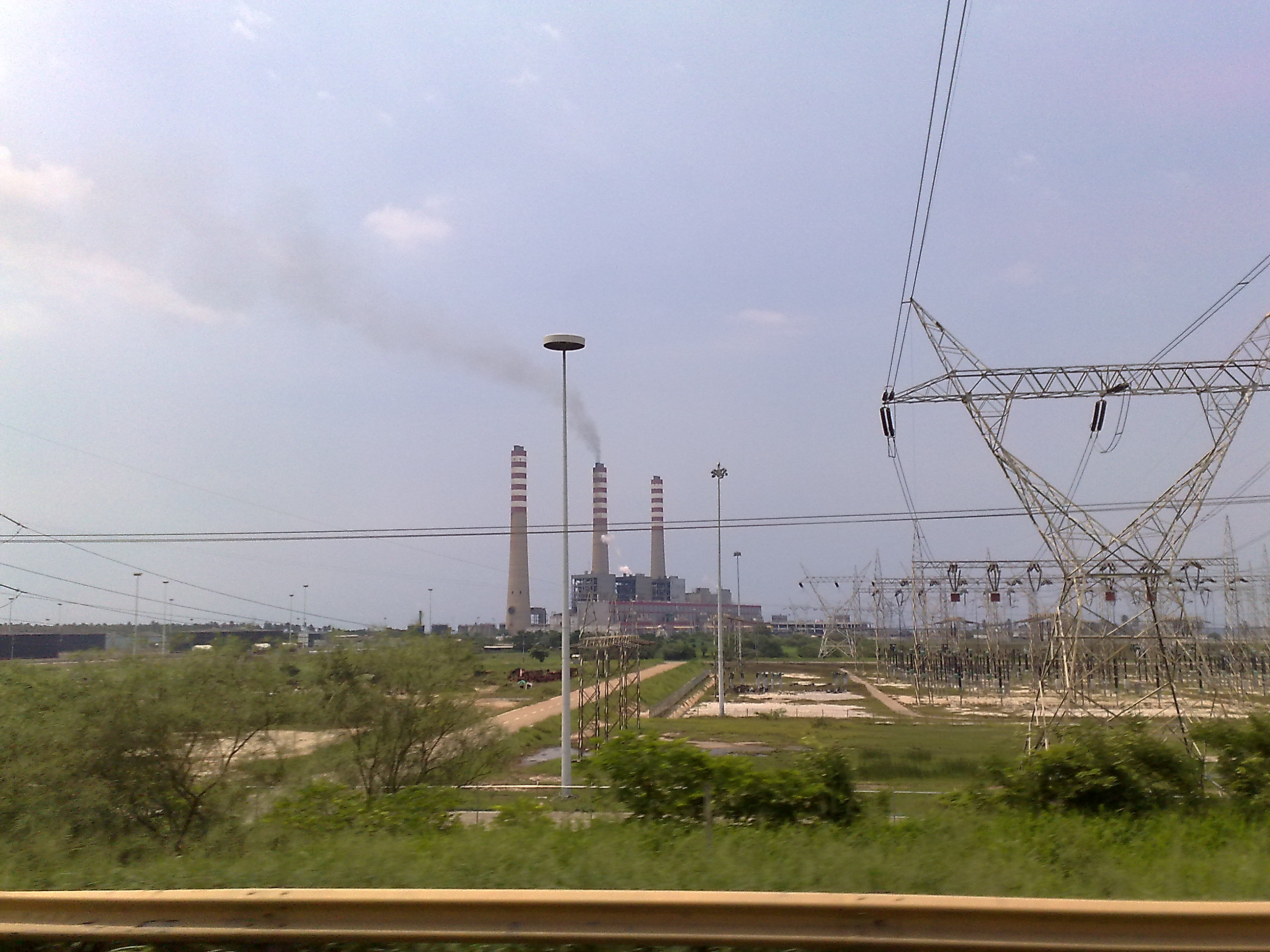
Central termoeléctrica Planta Centro, Carabobo.

Aunque el 29 de agosto de ese año el embalse de Guri alcanzó su nivel óptimo de operación. La tercera la falta de seguimiento a los proyectos de ampliación y potenciar las plantas termoeléctricas existentes. La cuarta sería la falta de mantenimiento de las turbinas del Guri. Y una quinta y última la escasa presencia de profesionales y personal calificado que se salieron del sector ya sea por discriminación política, persecución o falta de un mejor salario o traslado a otras empresas, sin embargo los cortes de electricidad se siguieron produciendo en el interior del país, aunque con menor frecuencia y duración. La situación de "emergencia eléctrica" decretada por el gobierno el 21 de diciembre de 2009, fue suspendida el 30 de noviembre de 2010; no obstante, el 14 de mayo de 2011, luego de que el país experimentase dos apagones nacionales, el gobierno de Hugo Chávez anunció un plan de racionamiento temporal y reconoció que el sistema eléctrico continuaba enfrentando "debilidades en la generación" que no esperaban superar hasta finalizar el año.
El problema energética fue ampliamente politizado en Venezuela: además de la sequía, el gobierno de Hugo Chávez culpó también a sectores pudientes de la población de la crisis, asegurando que derrochaban la energía eléctrica. La oposición venezolana respondió responsabilizando al propio gobierno, acusándolo de no haber realizado las inversiones necesarias para seguir el ritmo de crecimiento de consumo eléctrico del país, así como haber descuidado la infraestructura eléctrica, que fue completamente nacionalizada unos años atrás.
De acuerdo a la CEPAL, la crisis eléctrica fue uno de los factores que contribuyó a alargar la crisis económica que Venezuela experimentaba desde el 2009. Además, esta crisis también influyó en el notable incremento de votos que la oposición venezolana experimentó en las elecciones parlamentarias celebradas en septiembre de 2010.
El 7 de marzo de 2019 hubo un apagón general que causó una serie de cortes de suministro eléctrico a nivel nacional. El apagón afectó 23 estados del país. se estima que los cortes de electricidad causaron más de 1.000 millones de dólares en perdidas.
Para el 15 de enero de 2021 un informe emitido por el Comité de Afectados por Apagones (CAA) dio a conocer que durante el año 2020 se registraron 157,719 apagones de los cuales las zonas más afectadas del país fueron Zulia (32,000 cortes) Mérida (18.519 cortes) y Táchira (13,218 cortes) lo que indica que se había triplicado la crisis con respecto al año 2019 en que se alcanzó 48,210 fallas eléctricas.
Según una encuesta realizada en agosto de 2021 por el Observatorio Venezolano de Servicios Públicos (OVSP), la mayoría de los ciudadanos de Venezuela sufren cortes eléctricos. Un 34,3% dicen no tener un servicio estable de energía las 24 horas del día y tan solo un 1,1% declara no haber sufrido cortes en el suministro eléctrico.
Miguel José Lara Guarenas es Ingeniero electricista por la Universidad Central de Venezuela (UCV), con más de 48 años de ejercicio profesional y con maestría en Ingeniería Gerencial. Trabajó por 30 años en la oficina responsable de coordinar la planificación y la operación del Sistema Eléctrico Nacional (desde 1975 hasta el 2004) siendo su Gerente General explicó que toda la infraestructura eléctrica recuperable, incluyendo el alumbrado público y 7 millones de puntos de medición, eran inferiores a los 14.000 millones de dólares a finales del 2019, sin embargo la inflación mundial registrada desde 2019 por los ajustes económicos asociados al covid 19, actualizados a la fecha, han aumentado al orden de los 20.000 millones de dólares.

## Producción nacional y consumo de energía eléctrica en Venezuela
Venezuela tenía para finales de 2009 una capacidad instalada de generación eléctrica de aproximadamente 23.670 MW, de los cuales un 62% (14.630 MW) correspondían a las represas hidroeléctricas y un 38% (9.040 MW) al parque termoeléctrico. Al cierre del año 2009 el consumo de energía era de 123.000 GW/hora, con una demanda máxima histórica de 17.300 MW. La demanda de energía es cada vez mayor; por ejemplo, de 1998 a 2009 aumentó cerca del 60%, lo cual representa unos 6.500 MW adicionales, aunque solo se pusieron en servicio 4.000 MW que no estaban operativos en su totalidad. Parte de la crisis de energía viene por fallas en la planificación, mantenimiento e inversión y formación de personal calificado en el sector eléctrico nacional. La demanda máxima de electricidad actual en Venezuela se sitúa cerca de 14.000 MW, nivel muy por debajo a todas las estimaciones de demanda que se formulaban hace unos cinco años, cuando los escenarios más conservadores estimaban una demanda superior a 18.000 MW para 2017. Para el año 2019, lo que alimentaba la generación hidroeléctrica era casi el 80% de la demanda, cuando anteriormente era el 60%, porque el parque termoeléctrico no estaba completamente operativo. Las crisis de energía se ve potenciada durante los períodos de sequía cuando disminuye el nivel de las represas y, bajo esas circunstancias, las plantas son adicionalmente puestas a trabajar por encima de su capacidad. Por ejemplo, en el año 2009 hubo un 15% menos de aporte de agua a la presa Guri, en la región de Guayana, que a su vez se sumó a un incremento de más del 25% del promedio anual de “turbinación” debido a que no se contó con la oferta energética de plantas termoeléctricas que no fueron concluidas cuando estaba planificado. Para septiembre de 2023 existía una deficiencia aún en la producción de energía respecto a un consumo de unos 15,000 megavatios, teniendo una capacidad instalada de 36,000 megavatios, solo se tiene una producción de 12,000 megavatios.

## Causas y características de la crisis
Para el 2009, el 73% de la energía eléctrica consumida en el territorio venezolano dependía de los embalses de las centrales hidroeléctricas. Según el informe del Centro Nacional de Gestión correspondiente al desempeño del sector eléctrico en 2008, para finales de ese año, Venezuela contaba con 201 unidades de generación con una capacidad total teórica de 23.154 MW (14.597 MW en hidráulica y 8.556 MW en térmica). La demanda máxima registrada en 2008 fue de 16.300 MW y para 2009, fue de 17.300 MW, sin considerar la demanda no suplida (previamente racionada).
Adicionalmente, el consumo de electricidad del país se incrementa en un 6% anual, porcentaje que supera el ritmo de crecimiento en la oferta eléctrica que se ha estado instalando paralelo a ello.
Corpoelec es una empresa que para el año 2019 ha agravado los estándares internacionales respecto a los cortes de energía a nivel nacional que normalmente deberían durar dos horas, ahora se promedian de cinco horas, el consumo nacional de electricidad se registra quedó reducido en un 75% aproximado a 12,000 MW y sin embargo se estima que la producción nacional está en los 8,000 MW de los cuales corresponden 5,000 MW a la energía hidráulica generadas en el Guri y 3,000 MW a las plantas termoeléctricas existentes en el país generadas por el uso de hidrocarburos, la capacidad de energía eólica instalada ha sido muy inferior a la planificada de 175 MW, la capacidad instalada total es de únicamente 52 MW

### Una mala administración
Quienes dirigen la organización a pesar de contar con presupuestos para el mantenimiento y la verificación de la ejecución de nuevas obras no estuvieron a la altura técnica ya sea por corrupción o por no estar aptos para ocupar los cargos directivos. Ya en 2001, el ingeniero y exdirector de la Oficina de Operación de Sistemas Interconectados (OPSIS), Miguel Lara Guarenas, recuerda que su ente, encargado de dirigir y coordinar la operación del Sistema Eléctrico Nacional (SEN), alertó al Ejecutivo que el país se dirigía hacia una “una situación de déficit del suministro eléctrico” el gobierno “administró 643 millones de dólares en 223 proyectos de transmisión (líneas y subestaciones) y, sin embargo, los proyectos finalmente ejecutados por CADAFE se corresponden con apenas 155 millones de dólares, es decir: un 24%”, indicó. El proyecto de la Represa de Tocoma a pesar de los presupuesto otorgados no se terminó en el tiempo previsto 2009 y su valor se triplicó, la implementación del sistema de parques eólicos no se cumplió en el 2011, y tampoco ayudo mucho la inversión en el sistema termoeléctrico durante el 2013 y el 2016, el descuido del mantenimiento preventivo de las turbinas del Guri La demanda alcanzó su máximo nivel en el año 2013 con 18.696 megavatios. A pesar de que fue cayendo paulatinamente hasta los 10.948 megavatios en 2019, la bajada en producción fue mayor y no se pudo cubrir la demanda.

### Bajo nivel del embalse de Guri

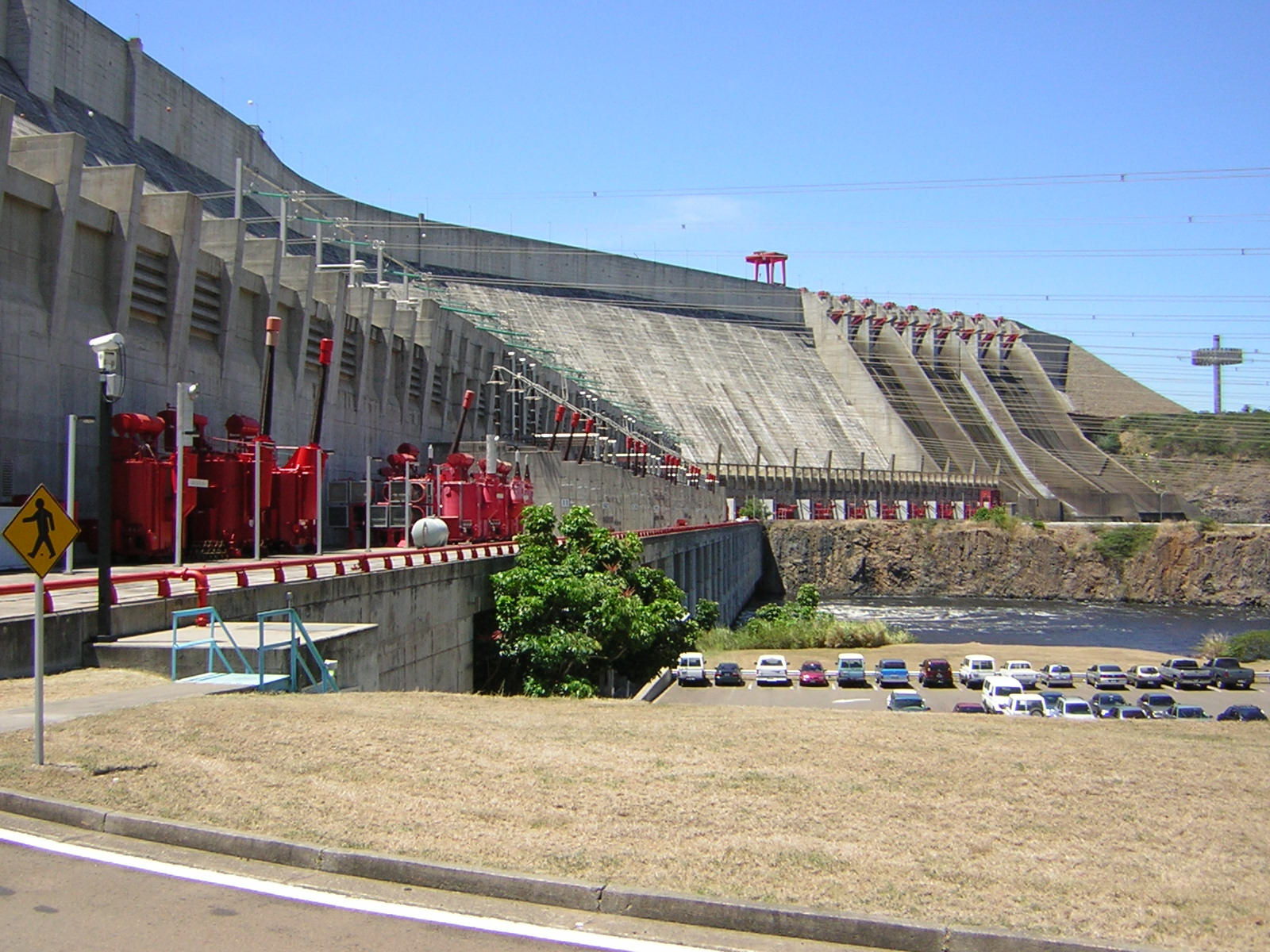
Central Hidroeléctrica Simón Bolívar.

La principal central del sistema hidroeléctrico es la Central Hidroeléctrica Simón Bolívar, con capacidad de generación de 10.000 MW, pero que ahora está generando solo unos 5.000 MWh, se ha visto afectada por la sequía, y para inicios de febrero de 2010, el nivel del embalse había descendido nueve metros por debajo de su nivel óptimo. Si el nivel del embalse de Guri desciende por debajo de los 240 msnm, algunas turbinas de la central no podrían funcionar, y disminuiría la oferta eléctrica para el consumo que requiere el país. El gobierno previó que si no se hiciera nada, esta cota se alcanzaría en el mes de mayo de 2010, por lo que empezó a ejecutar una serie de medidas que buscaban reducir la demanda eléctrica y minimizar la dependencia venezolana de las centrales hidroeléctricas. Esta fecha fue postergado para junio de 2010.
Varios voceros de Corpoelec y un informe advertían sobre el colapso del Guri. La posibilidad de que el embalse de Guri alcanzara el nivel crítico fue asomada por primera vez públicamente por el presidente Hugo Chávez el 31 de enero de 2010, al asegurar que si las empresas no disminuían su consumo de electricidad "el 70% del país quedaría sin servicio eléctrico". El 9 de marzo, Chávez fue más enfático al respecto, al declarar:

El Guri está a 13 metros de lo que llaman el nivel de colapso. De llegar esos parámetros habría que apagar las plantas del Guri, que generan electricidad para la mitad de Venezuela. Esa es la realidad.
Hugo Chávez, el 9 de marzo de 2010.

Posteriormente, el 18 de marzo, el ministro de Energía Eléctrica, Alí Rodríguez Araque, anunció que no habrá un colapso eléctrico, y que pensaban operar la central hidroeléctrica Simón Bolívar por debajo de la cota de seguridad, aunque, admitió, con limitaciones en la generación de electricidad. También acusó a la oposición venezolana de causar temor en la población al hablar de "colapso". Operar debajo de esta cota es peligroso porque podría entrar vapor de agua a las turbinas, fenómeno conocido como cavitación, lo que puede generar daños mecánicos a las mismas.
Para el 15 de abril de 2010, el embalse del Guri alcanzó los 8.79 metros encima del nivel de colapso; sin embargo, al día siguiente su nivel aumentó un centímetro, el primer incremento reportado en meses. El 23 de abril, el Ministro del Ambiente, Alejandro Hitcher, aseguró que el Guri alcanzaría un ritmo de crecimiento normal dentro de quince o veinte días.[actualizar] Sin embargo, de acuerdo a Miguel Lara, ex gerente general de la Oficina de Operación de Sistemas Interconectados, la crisis continuará por problemas en el parque de generación térmico y en las líneas de transmisión, aunque reconoce que es poco probable que el Guri colapse.

### Deficiencia del parque térmico
La Corporación Eléctrica Nacional, organismo público que administra todas las empresas generadoras de electricidad, reconoció que para finales de 2008, el 79% de las centrales termoeléctricas tenían más de 20 años de antigüedad, y que el 30% registraban indisponibilidad por problemas técnicos. Además, de las centrales que estaban funcionando, muchas no lo hacían a máxima capacidad: se generaban 3.800 MW, cuando la capacidad instalada era de 9.051 MW.

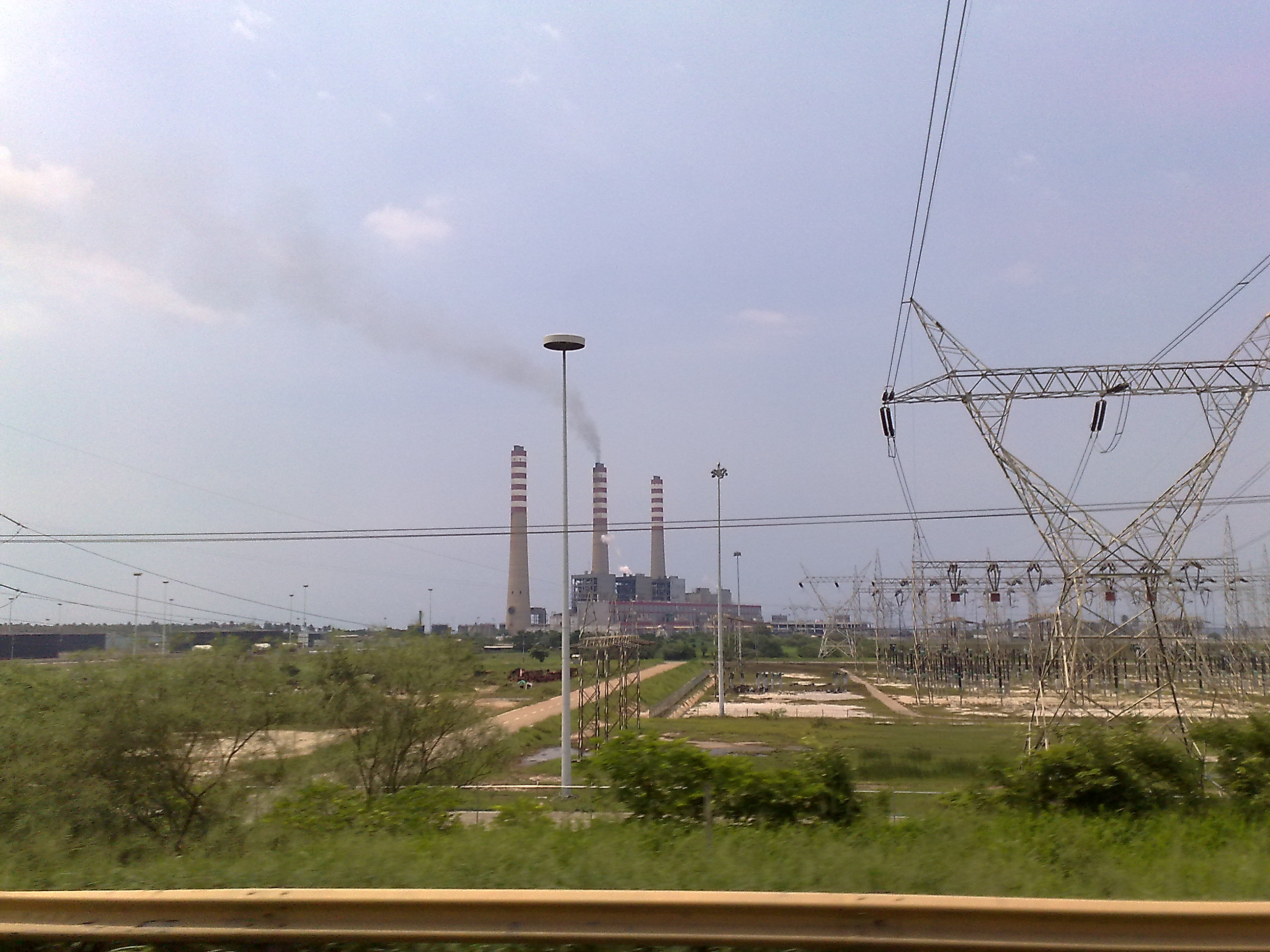
Planta Centro, Carabobo.

Una de las principales centrales termoeléctricas del país, Planta Termoeléctrica Planta Centro ubicación en Punta Morón, Estado Carabobo, posee una capacidad instalada de 2 mil MW, repartida en cinco unidades de 400 MW cada una. En los últimos meses solamente dos unidades se encontraban operativas, generando unos 450 MW. A pesar de que los fondos para reactivar una unidad adicional fueron entregados hace meses, para el inicio de la crisis la obra presentaba un atraso de 21 meses. Posteriormente, el 27 de marzo, una unidad fue detenida por mantenimiento. Para inicios de abril de 2010, Planta Centro opera solamente con una unidad de 400 MW, que solamente está generando 250 MW. Especialistas eléctricos creen poco probable que Planta Centro logre recuperarse a corto plazo, aduciendo falta de mantenimiento en los últimos años como la principal causa.
Otras plantas presentan situaciones similares: la planta termoeléctrica Pedro Camejo está produciendo a 50% de su capacidad "por razones de combustible y trasmisión asociada"; y la planta Josefa Camejo opera a un 33% de su capacidad. Adicionalmente, plantas operativas han reducido su generación desde el inicio de la crisis: Planta termoeléctrica Tacoa en Vargas tuvo que apagar una unidad de 377 MW en abril, y planta termoeléctrica Ramón Laguna detuvo dos máquinas que generaban 253 MW en el Zulia. Se estima que la planta Termozulia opera a entre un 20% y un 30% de su capacidad total de 1.300 MW por falta de mantenimiento.
Planta termoeléctrica Don Luis Zambrano en el Vigía, estado Mérida con una capacidad instalada de hasta 450 MW que dispone de tres turbinas, en marzo de 2018 estaban paralizada la turbina 1 y 3 por un incendio, la turbina 2 estaba en mantenimiento ya esta operativa. Actualmente produce 200 MW. cuando inicio en 2015 comenzó incorporando 180 megavatios más al Sistema Eléctrico Nacional, SEN. la inversión en este complejo fue de 110 millones de dólares, que se ejecutaron a través de un contracto con la empresa China CAMC.
El 11 de mayo de 2018 se inauguró la primera fase de la planta del convenio firmado entre Elecnor y Electricidad de Caracas para la construcción de la planta de Ciclo Combinado Planta Termoeléctrica Juan Manuel Valdez en Güiria, estado Sucre iniciado en el 2010. El acuerdo para el proyecto de la planta Juan Manuel Valdez fue de 1.420 millones de euros y una capacidad para producir 350 megavatios.
El Complejo Generador Termocentro ubicada en terrenos de La Raisa en los Valles de Tuy entre las poblaciones de Santa Teresa y Santa Lucía, estado Miranda. incluye dos bloques de generación de 540 MW, c/u, total 1.080 MW en El Sitio operando a gas en ciclo combinado, construido entre el 2007 y terminado el 2011 con un valor de su proyecto de US $2,187 millones de dólares. El Complejo Generador Termocentro incorporará al sistema eléctrico nacional 1.610 MW.

### Disparidad en el incremento de la demanda y la oferta eléctrica
Incluso antes de la sequía de 2009-2010, ya existía una disparidad entre el incremento de la oferta y la demanda de energía eléctrica en Venezuela; esta última se había venido incrementando a un ritmo de 7% anual desde el 2005. Este déficit ha sido criticado por la oposición, alegando que en los años anteriores el gobierno venezolano no realizó las inversiones necesarias para incrementar la capacidad de generación eléctrica al mismo ritmo que el incremento de la demanda. Por otro lado, el gobierno ha acusado a sectores la población de "derrochar" electricidad, y ha resaltado el hecho de que Venezuela es el país con mayor consumo de electricidad per cápita de Latinoamérica.
De acuerdo a cifras de la Oficina de Operación de Sistemas Interconectados, el gobierno de Chávez completó menos de la mitad de las inversiones en generación termoeléctrica planeadas en 2005 Alí Rodríguez ha negado que el gobierno no haya realizado las inversiones necesarias, aunque reconoció que existen retrasos en la ejecución de proyectos.

### Saturación de las líneas de distribución y transmisión
El 21 de abril de 2010, se reportó un corte de energía desde el oriente al occidente del país, afectando a 15 de los 24 estados de Venezuela. Debido a la distribución de la falla, Ciro Portillo, ex-vicepresidente de Enelven, ha asegurado que la misma se debe a sobrecarga en una de las tres líneas de transmisión que parte del Guri. Antes de la crisis las líneas de transmisión estaban transmitiendo 1.000 MW encima de su capacidad durante las horas pico. Las altas temperaturas que experimenta Venezuela entre abril y mayo influyen también en la saturación de dichas líneas. La empresa Enelven, responsable de las zonas afectadas, no ha informado sobre las causas de este bajón de energía. Por su parte, el Centro Nacional de Gestión ha informado que Cadafe-Occidente sobrecarga las líneas de transmisión a diario.

### Obras durante la emergencia eléctrica
Entre 2009 y 2015, durante la conocida como emergencia eléctrica, 26 empresas nacionales e internacionales incluyendo a las dos estatales, PDVSA y Corpoelec fueron adjudicatarias de contratos por parte del gobierno de Hugo Chavez. A pesar de que muchas obras fueron inconclusas se aumento en 16.000 megavatios la capacidad de generación mediante plantas térmicas, eólicas e hidráulicas. Pero a causa  de problemas de mantenimiento, falta de combustible y planificación se ha perdido la mayor parte de la capacidad de generación instalada. Según el ingeniero eléctrico y exviceministro de Energía Víctor Poleo,  desde el año 2005 no se ha realizado casi ninguna inversión o mantenimiento del sistema eléctrico de Venezuela.

#### Odebrecht
La empresa brasileña Odebrecht obtuvo el proyecto de la Central Hidroeléctrica Tocoma en el 2007. Se encuentra en construcción (un 87.2%) y sin concluir, es el último proyecto de desarrollo hidroeléctrico en la cuenca del bajo Caroní, iba a generar 2.160 megavatios para el Sistema Eléctrico Nacional (SEN). La fecha de inicio de construcción del proyecto data de marzo de 2007, y debía ser culminado en 2012. El asesor externo de la brasileña Odebrecht y representante del Consorcio OIV, no pudo explicar satisfactoriamente a los diputados de la Asamblea Nacional, cómo es que el proyecto tiene cuatro años de retraso cuando se le interpeló en el 2016 por lo que fue declarada responsabilidad política a siete exministros de energía eléctrica: Rafael Ramírez Carreño; Alí Rodríguez Araque; Jesse Chacón; Argenis Chávez; Nervis Villalobos y Javier Alvarado. En la actualidad las obras se encuentran paralizadas y la planta no genera energía.

#### IMPSA
La empresa argentina Impsa participó junto con Odebrecht en las obras inconclusas por falta de pago de la Central Hidroeléctrica Tocoma. Adicionalmente fue adjudicataria del parque eólico La Guajira en Zulia, que en la actualidad solo produce la tercera parte de los 75 MW contratados.
Según un documento presentado a la Comisión Nacional de Valores (CNV) en abril de 2022, por el presidente de IMPSA Marcelo Kloster, se han concretado reuniones con la empresa estatal Corpoelec, para la reactivación de las obras de la represa de Tocoma. Está pendiente de firma una prórroga de 60 meses al contrato, pero según fuentes de IMPSA, ya se ha firmado una adenda reconociendo la vigencia del contrato.

#### Derwick Associates
Completó las 11 plantas que le fueron adjudicadas entre el 2009 y el 2012, añadiendo 1.216 megavatios al sistema. La Comisión Mixta de la Asamblea Nacional para el Estudio de la Crisis Eléctrica cuestionó a la empresa sobre supuestos sobrecostes. Derwick respondió que su precio medio por megavatio fue 1,17 millones de dólares, lo cual según la empresa, está dentro de los baremos internacionales. La capacidad actual de generación de dichas plantas se ha visto reducida significativamente. Se acusó a Derwick de que algunas de las turbinas instaladas eran usadas. La empresa respondió que únicamente el 20% de sus equipos eran usados y que todos estos habían sido puestos a 0 horas, achacó los fallos a la falta del mantenimiento requerido y declaró que a pesar de ofrecer dichos servicios, no le fueron contratados.
| Cliente   | Número | Planta termoeléctrica | Estado     | Energía(MW ISO) |
| --------- | ------ | --------------------- | ---------- | --------------- |
| CVG       | 1      | Sidor Planta A        | Bolívar    | 181             |
| CORPOELEC | 2      | La Raisa I            | Miranda    | 180             |
| CORPOELEC | 3      | La Raisa II           | Miranda    | 100             |
| CORPOELEC | 4      | Guarenas I            | Miranda    | 108             |
| CORPOELEC | 5      | Guarenas II           | Miranda    | 48              |
| CORPOELEC | 6      | Margarita (*)         | N. Esparta | -               |
| CORPOELEC | 7      | Picure                | Vargas     | 140             |
| PDVSA     | 8      | Las Morochas          | Zulia      | 22              |
| PDVSA     | 9      | Barinas I             | Barinas    | 100             |
| PDVSA     | 10     | El Furrial            | Monagas    | 232             |
| PDVSA     | 11     | Morichal              | Monagas    | 105             |

#### Parque eólico en Venezuela
A partir del 2006 se invirtió 500 millones de dólares en dos proyectos de energía eólica que como resultado a provisto al país de 45MW para un consumo nacional de 15,000MW, algo insignificante si se compara con el proyecto de la Represa de Caruachi, valorada en 2.500 millones.
- Parque eólico Paraguaná: proyecto ejecutado entre 2006 -2012 entre PDVSA-CRP y Siemens Gamesa, multinacional española, para producir 100 MW. En mayo de 2019 según el gobernador Víctor Clark el parque generaba entonces 19Mw, menos de un 20% del objetivo inicial.[75] PDVSA anunció entonces que reactivaría 14 generadores con el objetivo de incrementar la producción del parque eólico a 27 MW.[34]

- Parque eólico La Guajira: proyecto ejecutado entre 2006- 2012 por CORPOELEC e IMPSA, empresa argentina, para producir 75 MW para el año 2019. Solamente produce la tercera parte. Ese mismo año desaparecen los rotores de 3 de los 12 aerogeneradores del parque eólico.[35] En mayo de 2023  Madelyn Palmar, periodista venezolana en el estado Zulia, dijo que el Parque es «un cementerio de chatarra lo que ahí se observa» esta obra «nunca arrancó» y criticó duramente a Nicolás Maduro.[76]

### Falta de mantenimiento
El presidente de la Asociación Venezolana de Ingeniería Eléctrica, Mecánica y profesiones afines del Colegio de Ingenieros de Venezuela, Winston Cabas, citó la falta de mantenimiento como una de las causas de la crisis. Achaco el sobrecalentamiento de dos de las tres líneas de 765 kilovoltios a la falta de corte de la vegetación. Esto las dejó fuera de servicio y causó la sobrecarga de la tercera línea que también quedó fuera de servicio. Esto habría motivado que se activara el sistema de protección de la central de Guri, lo cual habría paralizado sus máquinas, que a su vez causaría la desincronización de la represa de Caruachi. Finalmente Cabas achaca también a la falta de mantenimiento que de los más de 16.000 MW instalados en centrales termoeléctricas que podrían haber evitado la crisis, tan solo 2.500 MW. estén operativos.

### Falta de combustible
A pesar de las numerosas centrales termoeléctricas construidas, otra de las razones por las que no pueden operar es la falta de suministro de combustibles. Cabas declaró que “Pdvsa dejó de producir el combustible que se necesitan y en su defecto debió recurrir a los gasoductos”, el problema es que Venezuela no dispone de las gandolas necesaria para transportar el gas y el estado de las carreteras también dificulta su traslado. Según el economista Francisco Rodríguez, dos son los factores, uno la baja producción de gas y diésel por parte de Petróleos de Venezuela desde 2017, y dos las sanciones adoptadas desde enero del 2019 por Estados Unidos que no permite la importación de diésel, factores que han causado parte de la paralización de las termoeléctricas que no cuentan con el suficiente combustible para operar.

### Ausencia del personal técnico
Winston Cabas también citó limitaciones de personal como otra de las causas de la crisis. Declaró que 17.000 técnicos cualificados de Corpoelc han abandonado el país por la situación que vive Venezuela. Esto supone entre un 50% y un 60% de los profesionales del país. Entre las razones de la pérdida de personal especializado se citan los bajos sueldos y el deterioro de las condiciones laborales. La plantilla nacional de Corpoelec ha pasado de 48 mil a 22 mil empleados. En agosto de 2021, trabajadores de Corpoelc denunciaron el cierre de su sede sindical. El presidente del Sindicato Eléctrico de Caracas y la Asociación de Jubilados de la Electricidad aseguró que el cierre atribuido al ministro Néstor Reverol, atenta contra la libertad sindical.

## Medidas tomadas

### Instalación de centrales termoeléctricas
El presidente Chávez tenía establecido como meta, instalar en el 2010 una capacidad de generación de 6.000 MW a través de plantas termoeléctricas. Ese incremento objetivo en la oferta eléctrica era superior a lo que se había instalado hasta la fecha, en sus once años de gobierno, por lo que la meta fijada era considerable. El costo estimado del plan fue superior a los 5.000 millones de dólares estadounidenses.
El 24 de abril de 2010, Alí Rodríguez Araque anunció que en el primer trimestre se instalaron 600 MW, y planeaban instalar 1.100 MW adicionales en el segundo trimetre de ese año. Rebajó además la meta de incorporación de generación en el 2010, de 6.000 MW a 5.000 MW.
El 22 de octubre de 2010, el ministro Alí Rodríguez rebajó aun más la meta anual de incorporación de generación de energía eléctrica, pasando de 5.000 MW a 1.450 MW, con planes de alcanzar los 2.000 MW "próximamente".
Finalmente entre los años 2008 y 2015 26 empresas nacionales e internacionales incluyendo a Corpoelec y PDVSA instalaron un total de 16.000 MW de generación eléctrica lo cual supuso un gasto de unos 33 mil millones de dólares americanos. En la actualidad se ha perdido una gran parte de esa capacidad, los expertos lo achacan principalmente a una falta del mantenimiento requerido y a la imposibilidad de suministrar el combustible necesario a varias plantas.

### Racionamiento en Caracas
En enero de 2010 se implementó un plan de racionamiento eléctrico en Caracas, la capital venezolana, pero fue suspendido días después en medio de protestas, que también motivaron la salida del entonces ministro de Energía Eléctrica Ángel Rodríguez, quien fue reemplazado por Alí Rodríguez Araque. Luego se implementó un nuevo esquema de cobro del servicio eléctrico para los usuarios que consumen más de 500 kWh al mes, usuarios que han sido identificados como "altos consumidores" por el gobierno. Además, se le ordenó a las industrias que redujesen en 20% su consumo eléctrico, con penalización de interrupción temporal del servicio en caso de que no alcanzasen la meta. Según el director de la Cámara de Comercio de Caracas, esta última medida es un intento del gobierno de "culpar a las empresas" por la crisis".

### Racionamiento en el resto del país

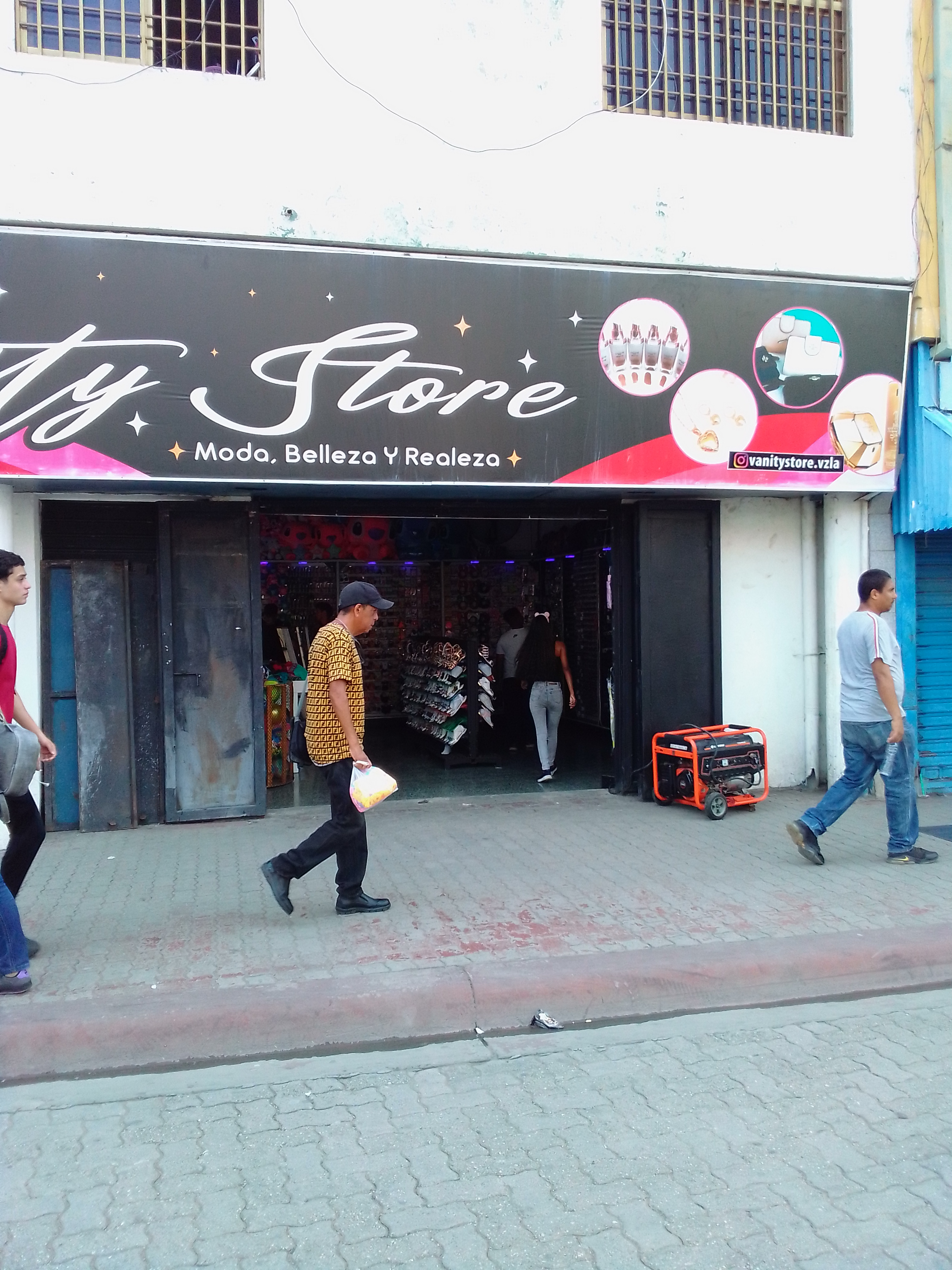
Tienda en Barcelona trabajando con un generador eléctrico

En el resto de Venezuela, se ha venido implementando un sistema de racionamiento eléctrico por zonas. Antes de Semana Santa de 2010, se cortaba el suministro eléctrico por unas 3 horas a una frecuencia de 3 o 4 días. En promedio, el venezolano fuera de Caracas experimentaba una interrupción del servicio eléctrico de entre 9 a 12 horas semanales.
Sin embargo, los resultados han sido desalentadores; entre enero y febrero se experimentó una reducción en la demanda del 3%, mientras que la meta fijada por el presidente Chávez era del 20%. Después de la Semana Santa se incrementarán la frecuencia y la duración de los cortes de suministro eléctrico en toda Venezuela menos en Caracas: ahora el venezolano del interior del país experimentará cortes diarios de cuatro horas de duración, es decir, más de 20 horas semanales.
El gobierno venezolano ha descartado interrumpir el suministro eléctrico en Caracas, incluso en el caso de que el embalse del Guri alcance el nivel de emergencia. En este caso se acentuaría el racionamiento en Guayana, el oriente de Venezuela, y la zona Centro-Falcón. La oposición venezolana ha considerado que el hecho de que se aplique racionamiento al resto de Venezuela excepto la capital, es "discriminatorio".
A finales de abril, Corporación Eléctrica Nacional ordenó aplicar mayores racionamientos, esta vez sin notificación previa y en horario nocturno. Apagones por esta causa se han reportado en los estados Aragua, Estado Anzoátegui, Mérida, Sucre, Táchira y Zulia.

### Reducción de producción en las industrias básicas de Guayana
Las industrias básicas de Sidor, Alcasa, Venalum, BAUXILUM y otras ubicadas en Ciudad Guayana han sido golpeadas seriamente por la crisis, cuya producción ya había caído en 40% en diciembre de 2009, por mandato del presidente Hugo Chávez y luego de que el ministerio de energía eléctrica fijara un tope de consumo de 300 MW; antes de la crisis Sidor consumía 800 MW. Para febrero de 2010, Sidor operaba a solo el 45% de su capacidad, y se procedió a importar 90.000 toneladas de palanquillas desde el Brasil para poder satisfacer la demanda nacional.
Durante los apagones eléctricos de Venezuela de 2019 las empresas Alcasa y Venalum dejaron de producir
El gobierno no descartó paralizar las actividades de estas industrias completamente, debido al alto consumo de energía que requieren los procesos. Además, se han adquirido tres plantas eléctricas, provenientes de Houston, Texas, las cuales permitirán a Sidor generar su propia energía. Se espera que a finales de mayo de 2010, la primera de estas plantas empiece a generar los primeros 175 MW de un total de 425 MW. Sin embargo pasaron los años y estas minicentrales nunca funcionaron para la industria Sidor fueron desmanteladas tal como informaron en la Asamblea Nacional

### Importación de energía eléctrica desde Colombia
En 2011, debido a la crisis y déficit de energía eléctrica, se empieza a importar energía desde Colombia. La transferencia se realiza a través del circuito "Cuestecitas - Cuatricentenario", mediante el representante comercial exclusivo ISAGEN. Las exportaciones eléctricas hacia Venezuela se realizan también desde el Norte de Santander a través del circuito "San Mateo - Corozo", con el cual ISAGEN tiene un contrato de conexión por el que se han logrado exportar 27,52 GWh.

### Otras medidas
Entre otras medidas que se han tomado para combatir la crisis destacan:
- Formación de un Ministerio de Energía Eléctrica en octubre de 2009.[97]

- Formación de un Estado Mayor eléctrico en febrero de 2010.[98]

- Siembra de nubes, un programa realizado con asesoría cubana.[31]

- Reducción de la jornada laboral de los empleados públicos a seis horas diarias.[31]

- Establecimiento de un nuevo horario de apertura de los centros comerciales venezolanos: 11 a. m. a 9 p. m.[29] Según The Wall Street Journal estos centros consumen menos del 1% de la energía eléctrica generada, por lo que opositores venezolanos han alegado que esta es una medida de carácter político de parte de un gobierno que se ha declarado anticapitalista.[29]

- Prohibición del uso de electricidad en avisos luminosos, excepto en farmacias, centros de salud e instalaciones de seguridad.
- En abril de 2010, el presidente Chávez propuso reducir la jornada laboral a 4 días a la semana, de esa forma, se ahorraría un 20% de electricidad.

- Establecimiento de toda la Semana Santa como no laborable, excepto para Bancos y algunos servicios. Tradicionalmente solamente los días jueves y viernes eran no laborables.

- Programa de más de 79 millones de bombillos ahorradores de luz que serían distribuidos e instalados de forma gratuita, para eliminar los bombillos de filamento. A través de la fábrica de bombillos ahorradores  VietVen Iluminaciones S.A ,[99] ubicada en la zona de libre de la Paraguaná. Proyecto que se implementó en el 2012 en un convenio entre PDVSA y la empresa  Dieng Quang Lamp Joint Stock Company radicada en Vietnam.

## Historia
La mayor parte de la energía eléctrica de Venezuela proviene de una de las represas hidroeléctricas más grandes del mundo, la Central Hidroeléctrica Simón Bolívar en el embalse de Guri del río Caroní en Estado Bolívar, Venezuela; al 2019, 70-80 % del poder de Venezuela proviene de Guri. Venezuela tiene una historia de apagones eléctricos que se remontan al menos a 2009; Juan Nagel escribió en Foreign Policy en 2016 que los problemas se debieron a la «corrupción masiva del… gobierno y las políticas energéticas desastrosas del país». Univision también informó que los problemas en el sector energético se debieron a la corrupción y la «falta de mantenimiento e inversión». Un informe de Transparencia Venezuela dijo que el mantenimiento se abandonó durante veinte años a partir de 1998. La infraestructura obsoleta empeoró los problemas, y las críticas fueron silenciadas; un líder sindical de los trabajadores de energía estatales fue arrestado en 2018 por el Servicio Bolivariano de Inteligencia Nacional (SEBIN) por advertir que un apagón era probable.
La empresa privada La Electricidad de Caracas era propiedad de la AES Corporation de los Estados Unidos hasta 2007; según The Wall Street Journal, «la red eléctrica de Venezuela fue una vez la envidia de América Latina». El entonces presidente Hugo Chávez creó la Corporación Eléctrica Nacional (Corpoelec) mediante la nacionalización del sector eléctrico y la expulsión de la industria privada en 2007, por lo tanto, el estado ha sido el único responsable del suministro de energía durante más de diez años. Univision dice que Chávez «admitió fallas… como la disponibilidad «insuficiente» de la planta de generación termoeléctrica y las limitaciones de la red nacional de transmisión de energía eléctrica y los sistemas de distribución»; firmó un decreto en 2010 que declaraba un «Estado de Emergencia del Servicio Nacional de Electricidad». Chávez hizo que Corpoelec acelerara los proyectos y, al evitar el proceso de licitación pública para los proyectos, «autorizó la 'contratación por adjudicación directa'», lo que facilitó la corrupción.
La administración de Chávez «distribuyó contratos de millones de dólares sin licitación que enriquecieron a los altos funcionarios de su gobierno y las obras nunca se construyeron», según Univision. The Wall Street Journal declaró que el gobierno otorgó contratos eléctricos a empresas con poca experiencia en el sector energético. Se adjudicaron miles de millones de dólares en contratos para proyectos que nunca se completaron, lo que llevó a investigaciones internacionales de «altos funcionarios del régimen de Chávez hoy perseguidos por saquear los cofres de la República Bolivariana». Críticos dicen que a una empresa, Derwick Associates, se le dieron proyectos aunque no tenían experiencia previa; Derwick niega que hubiera sobornos involucrados. De los 40 proyectos energéticos aprobados entre 2010 y 2014 analizados por Transparencia Venezuela, 17 no se terminaron en marzo de 2019, ninguno está funcionando a plena capacidad y se identificó un cobro excesivo por miles de millones de dólares.
Complicando aun más los asuntos técnicos, la administración de Corpoelec fue entregada a un general de la Guardia Nacional de Venezuela, Luis Motta Domínguez, quien ha admitido la falta de experiencia en la industria de la energía. El reinicio de una red eléctrica envejecida requiere especialistas y equipos que pueden no estar disponibles en Venezuela, como resultado de una fuga de cerebros porque miles de trabajadores han abandonado el país.

## Suspensión oficial del racionamiento 2010
El 8 de febrero Chávez firmó el decreto de “Estado de Emergencia del Servicio Eléctrico Nacional”, justificando la presencia de “un conjunto de circunstancias de orden natural que afecta las cuencas hidrográficas” por el fenómeno de El Niño, autorizó “contrataciones por adjudicación directa”, pasando por encima de licitaciones y concursos públicos.
El 22 de mayo, el gobierno venezolano anunció la suspensión del racionamiento los fines de semana y los feriados, y fuera de horas pico en todo el país. El racionamiento se mantendría entonces solo los días laborables durante las horas pico, por la recuperación parcial de los embalses gracias a la llegada de las lluvias y la inauguración de algunas obras eléctricas.
El 10 de junio, el Presidente Chávez ordenó suspender el racionamiento, aunque reconoció que si en las horas pico se llegara a superar el límite de las líneas de transmisión, se podría aplicar racionamiento en ese período. Además, el estado de emergencia eléctrica se mantendrá, al igual que el horario de racionamiento en las oficinas públicas, por lo menos hasta el 30 de julio de 2010. Chávez también reconoció que la producción de las empresas básicas de Guayana se "fue al suelo, pero ya pasó lo peor". El 17 de junio, el ministro para la Energía Eléctrica, Alí Rodríguez, declaró que la crisis eléctrica no ha terminado, pero que "lo peor ha pasado". La suspensión del racionamiento se realizó debido a la recuperación de los embalses por las lluvias y para no interrumpir la transmisión del Copa Mundial de Fútbol de 2010.
Sin embargo, a pesar de que el embalse de Guri alcanzó su cota máxima a finales de agosto de 2010, los cortes de electricidad han seguido sucediéndose. De acuerdo al diario El Tiempo, Barcelona y Puerto La Cruz, dos ciudades del estado Anzoátegui, llegaron a estar casi 62 horas sin electricidad en un período de seis días, debido a fallas en circuitos y subestaciones. En otras partes del país, los apagones estarían siendo impulsados por fallas en las líneas de transmisión, y porque varias unidades de la Central Hidroeléctrica Simón Bolívar están bajo mantenimiento. Voceros del chavismo también han insinuado que existe "sabotaje", y que les parece muy sospechoso que los apagones se hayan intensificado cuando el embalse de Guri alcanzó su cota máxima, otros han llegado a acusar directamente a la oposición venezolana, y hasta a Estados Unidos de saboteo. También ha habido reconocimiento de ineficiencia por parte del gobierno.

## Primer apagón nacional (septiembre de 2013)
El 3 de septiembre de 2013, un apagón dejó el 70 % del país sin electricidad por cerca de tres horas en mitad del día. Otro apagón generalizado se produjo el 2 de diciembre de 2013, días antes de las elecciones municipales en todo el país, solo después de las 8:00 p. m., hora local; comenzó a volver la electricidad en un plazo de una hora o dos", sin embargo, en las zonas más remotas de la nación de 29 millones de personas estaban todavía en oscuridad hasta altas horas de la noche." Críticos señalaron que la falta de mantenimiento había provocado el corte de luz, mientras que el presidente Maduro culpó a la oposición de sabotear la red nacional con el objetivo de desacreditarlo antes de las elecciones municipales en todo el país.

## Apagón de diciembre de 2017
A fin de año varios estados sufrieron apagones, el 14 de diciembre una explosión en la subestación La Horqueta, Aragua provocó un fuerte incendio en la líneas 765 kv. de la distribución en San Gerónimo/Arenosa, afectó a varios estados como Zulia Aragua Mérida y Táchira. El 17 de diciembre el desprendimiento de un cable de alta tensión en la subestación Santa Teresa, ubicada en el sector de Los Valles del Tuy (Miranda) debido a una sobrecarga dejó un sector de Caracas sin luz por cinco horas, también afectó al sector de la telefonía celular e internet. El 24 de diciembre Maracaibo sufrió un apagón. El ministro Luis Motta Domínguez informó que hubo otra interrupción en el servicio “por un evento” ocurrido en la línea 2 de 400 kv, en la subestación El Tablazo-Cuatricentenario.
El 31 de julio de 2018 un apagón en Caracas deja sin transporte de metro por varias horas. La falla tuvo su origen en la subestación de Santa Teresa, en el estado Miranda (norte).

## Apagones generales de 2019
A partir del 7 de marzo del 2019, se registraron múltiples apagones en toda Venezuela. durante los siguientes meses en varias ciudades del interior del país continuaron los apagones sin un programa por largas horas entre tres, cinco y ocho horas al día, ciudades como Maracaibo, Mérida, San Cristóbal. Lamentable que la censura periodística no permite que medios de comunicación reporten las estadísticas de la cantidad de horas diarias que viene ocurriendo los cortes de luz, a esta crisis de energía se suma la crisis de escasez de gas doméstico que profundiza el problema de las familias en las horas de hacer los almuerzos y las cenas.
La empresa consultora Ecoanalítica estimó que los apagones que se prolongaron hasta 15 de marzo causaron 1.098 millones de dólares en pérdidas. La Comisión de Finanzas de la Asamblea Nacional estimó ese importe durante los primeros cuatro días de apagones en unos 1.000 millones de dólares, a esta cifra no se añadieron las cuantiosas perdidas por los saqueos que se produjeron en el estado Zulia a más de 500 comercios e industrias. El apagón duro mínimo 59 horas seguidas y se fue reponiendo poco a poco, en algunos sectores duró hasta cinco díasEl 25 de marzo ocurrió una segunda interrupción del suministro eléctrico a nivel nacional que afecto a 21 estados durante 24 horas. El gobierno suspendió por 24 horas las actividades laboralesCuatro días más tarde ocurrió una tercera interrupción del servicio eléctrico general, que duró por cuatro días. El 9 de abril, se produce un cuarto apagón a nivel nacional.
El 17 de julio explotó la planta eléctrica de Bajo Grande ubicada en el municipio San Francisco, Maracaibo y dejó sin luz varios sectores del Zulia y partes de Maracaibo. El 19 de julio reportan apagón al oeste de Caracas dejando nueve estaciones del transporte Metro de Caracas sin luz. El 22 de julio un quinto apagón afectó a 23 estados del país a partir de las 4:45 p. m. hasta las 6:55 a. m. unas quince horas, quedando suspendidas las clases escolares y las actividades laborales. Durante 2019 se produjeron cerca de 23.860 fallas eléctricas en todo el país, inclusive en Caracas, y se han reportado 25.617 aparatos electrodomésticos dañados entre neveras, televisores, microondas, aires acondicionados.
En julio de 2019, el Observatorio Venezolano de Servicios Públicos (OVSP) publicó en un estudio que muchas ciudades principales continúan con un fuerte racionamiento de la Energía eléctrica. Entre las más afectadas durante mayo y junio de 2019 estuvieron Barquisimeto, San Cristóbal y Maracaibo. Según el observatorio venezolano de servicios públicos las ciudades menos afectadas son Ciudad Bolívar y Caracas.
El 21 de agosto de 2019 se registró un nuevo apagón en once estados de Venezuela. El 23 de agosto, el sistema del teleférico para el pico Bolívar, suspendió el servicio debido a fallas eléctricas ocasionando malestar entre los turistas que llegaban de diferentes estados. El 25 de agosto la electricidad falló en diferentes estados principalmente en Aragua, Miranda, Zulia, Carabobo, Mérida, gente que se trasladaba en el metro quedó atrapada la noche del sábado en la línea 2, "estación Mamera", en Boconó, estado Trujillo se quejaron que no contaban con luz varias horas
En septiembre de 2019, se registraron tres nuevos apagones de más de 12 horas en el Estado Zulia y la situación está afectando a la industria y el comercio Corpoelec no ha podido recuperar la producción nacional de carga desde 2009 otro de los motivos es la pérdida de personal calificado en la empresa a sabiendas de que el consumo nacional ha caído en un 50%
El 15 de octubre de 2019, se produjo la tercera explosión de la planta en Santa Bárbara de Zulia, en el municipio Colón. La falla dejó sin electricidad los municipios del Sur del Lago De las 46 unidades de generación térmicas que hay instaladas en Zulia, solo funciona una. La generación de las plantas termoeléctricas del estado es apenas de 1,4 por ciento de su capacidad instalada que alcanza los 3.020 megavatios
El 22 de noviembre de 2019 se registró un corte en el Estado Nueva Esparta que afectó durante más de tres horas a los municipios de Maneiro, Mariño, Arismendi, Marcano, Antonio Díaz y Tubores. A finales de mes la crisis volvió a recrudecer en el estado Zulia.El lunes 2 de diciembre se reportaron apagones en varios municipios del estado Zulia. El día 4 de diciembre se registró durante la madrugada un apagón que afectó a diez estados del país; más de tres horas cuyo origen fue la explosión de una subestación eléctrica

## Apagones en el  2020 - 2021
Durante los primeros meses del año 2020 el gobierno ha tenido que recurrir a programas de corte debido a la inestabilidad del servicio eléctrico y los meses de marzo y abril los cortes en diferentes estados se han vuelto más continuos, en algunas ciudades se aplican recortes de seis horas dos veces al día, solo en los tres primeros meses de 2020 fueron reportadas 17.251 fallas eléctricas.
El 6 de mayo se produjo un nuevo apagón masivo que afectó a varios estados de Venezuela. La estatal Corpoelec no explicó las causas del nuevo fallo. El gobierno por su parte, lo achacó a un acto de sabotaje.
Según declaraciones en abril de 2020 por la diputada Nora Bracho, el 92 por ciento de los residentes en el estado Zulia continúan sufriendo cortes eléctricos con frecuencia. La duración media de los cortes es de entre seis y ocho horas y solo el 6 por ciento recibe agua. En el estado Mérida y otras ciudades se raciona con interrupciones de servicio cada seis horas programadas.
Los meses más críticos del año fueron agosto y septiembre, según el Comité de afectados (CAA) habiéndose incrementado en un 13% con respecto al mismo periodo en el año 2019.
Los apagones han continuado en el 2021 en diferentes estados y zonas del país siendo los más afectados la parte occidental como Mérida Táchira y el Zulia
Un extenso apagón  que afectó a 15 estados ocurrido el 13 de junio en horas de la noche por una falla de la línea de transmisión entre San Gerónimo y Santa Teresa del Tuy, alguno de los estados afectados fueron Caracas, Miranda, Carabobo, Vargas, Zulia, Táchira, Trujillo, Mérida, Anzoátegui, Guárico, Portuguesa
En horas de la madrugada del viernes 17 de diciembre ocurrió un fuerte apagón eléctrico que afectó 18 estados venezolanos durante unas seis horas, El ministro de energía eléctrica Néstor Reverol informó de un ataque al Sistema Eléctrico del Guri sin mayor detalle. El apagón empezó a las 2 a.m. de la madrugada y comenzó a restituirse a partir de las 5 a.m. en algunos sectores. a medio día pasado las 12 p.m. el ministro informó que se había normalizado la distribución de energía en todo el país.

## Apagones en 2022
En el primer cuatrimestre del año 2022 se produjeron 24.561 cortes de electricidad en todo el país, según el Comité de Afectados por Apagones, Zulia fue la región más afectada con 4.800 apagones. En los tres primeros meses del 2022 se había producido un descenso de un 64,6% con respecto al mismo periodo del año anterior, en abril se revirtió esa tendencia aunque el total hasta la fecha seguía siendo más bajo.  Un estudio de la ONG Observatorio Venezolano de Servicios Públicos (OVSP) informa que durante el año 2022 hasta el mes de agosto han ocurrido un  total de 81.878 interrupciones del servicio eléctrico. La crisis eléctrica desde el 2009 continua cada año con menos intensidad. La crisis de energía en el país ha causado cerca de 1.000 millones de pérdidas en hogares por los daños causados a aparatos eléctricos existiendo una capacidad instalada de 35,000 megavatios pero que solo se produce 10,400 megavatios cuando la demanda es de 12,400 megavatios. Se requiere una inversión de unos 15,000 millones de dólares para recuperar el sector.

## Apagones en 2023
El 18 de enero una nueva falla eléctrica afectó a diez estados del occidente venezolano, el gobierno informó de una supuesta arremetida contra el sistema. La crisis eléctrica continúa en Venezuela en enero de 2023 se registraron 3290 fallas en el sistema, según datos suministrados por la ONG Comité de Afectados por Apagones con mayor incidencia en el estado petrolero de Zulia. Las fallas eléctricas en marzo de 2023 aumentaron un 49% durante el mes de marzo; la mayor incidencia de estas fallas se computó en el estado Zulia, donde se contabilizaron 655 interrupciones, seguido de Miranda, con 345; Cojedes, con 343; Táchira, con 342; y Mérida, con 334 cortes de la energía eléctrica. Algunos cortes eléctricos en promedio por cuatro horas son realizadas por Corpoelec, sin la existencia de una programación.
En un análisis global de los cortes eléctricos desde el mes de enero hasta mayo 2023, se han registrado al menos unos 24.561 cortes de electricidad en los diferentes Estados de Venezuela. Durante abril se contabilizaron 6.935 y en marzo fueron 6.043. En el año 2022 se contabilizaron al menos 233.298 interrupciones en total, respecto al año 2021 se contabilizó unos 190.006 cortes del servicio.
Falla eléctrica provoca paralización de la refinería El Palito. La unidad, que había estado procesando unos 80.000 barriles por día (bpd) de crudo, estará fuera de servicio desde el martes, durante unos 10 días. La refinería El Palito reinicio el 17 de mayo, por otra parte, se destacó que todavía no han logrado reactivar la unidad de craqueo catalítico.
Durante el mes de mayo en diferentes zonas de Caracas, de Maracaibo, el estado Mérida, Táchira y el estado Zulia, se encuentran si energía eléctrica durante largas horas, los cortes ocurren a diario entre cuatro y seis hora. Cuatro estaciones del Metro dejaron de brindar servicio a los usuarios por falta de energía
Nicolás Maduro ofreció a su homólogo brasileño vender energía eléctrica a los estados Roraima y  Boa Vista hasta 120 Mb de electricidad con una inversión «básica» de 4 o 5 millones de dólares. Pese al desastre de la construcción inconclusa de la Represa de Tocoma por Odebrecht y la reacción de la población ante los constantes apagones diarios en diferentes estados venezolanos. El diputado e integrante de la Comisión de Energía y Petróleo de la Asamblea Nacional (AN), William Rodríguez, señaló sobre el ofrecimiento de Venezuela en activar un suministro de 120 megavatios (MW) a los estados fronterizos de Brasil, a través de una interconexión con Guri, que el Estado venezolano «no está en condiciones» de hacer las inversiones para acondicionar el tendido eléctrico que lleve energía al estado de Roraima, en Brasil, a pesar de ser viable.  El presidente Nicolás Maduro ofreció recientemente 120 megavatios a Brasil, pero según el ingeniero Víctor Poleo, el mercado interno necesita 3.000. La crisis estructural ha causado más de 31.000 fallas eléctricas y racionamientos en el país durante 2023. Entre enero y mayo de este año se han registrado 31.123 fallas eléctricas en todo el territorio, una cifra que, según el Comité de Apagones.
El Comité de Afectados por Apagones ha registrado un aumento continuado en el número de fallas, pasando de 3.296 cortes en enero a 10.013 solo en mayo. El Gobierno de Venezuela culpa de la crisis eléctrica a ataques programados, fundamentalmente, desde Estados Unidos, pero es la falta de inversión para cambiar redes con años de servicio. El 10 de junio la explosión de una subestación eléctrica dejó sin luz varias zonas en el municipio Valmore Rodríguez, estado Zulia Los cortes eléctricos de cuatro horas se programan en diferentes estados durante los meses de julio y agosto.  Karim Vera, coordinadora política, denunció la situación que se vive en el estado Táchira debido al incremento en un 75 % de los cortes eléctricos en la entidad. “En los últimos días hemos enfrentado una gran calamidad. Lamentablemente en el mejor de los casos los cortes eléctricos son entre tres y cuatro horas dos veces al día, cómo se puede mantener una economía de esa manera, aquí nadie sabe a qué hora tendrá luz, eso sin detallar los productos y aparatos eléctricos que los tachirenses pierden a diario”, manifestó Vera. El 80% del sistema de termoeléctrico se encuentra fuera de servicio, explicó el Ing Juan Carlos Rodríguez. El 48% de energía es entregado por los sistemas de producción de Guayana hacia los centros de consumo, el 52% de la generación eléctrica del país es termoeléctrica. existe una capacidad de 36.000 megavatios instalados de generación, de los cuales alrededor de 12.000 están disponibles. Esto contrasta con la demanda estimada de 15 mil megavatios. En septiembre en los últimos días se ha incrementado las fluctuaciones eléctricas en el país, en varios estados del país, como Miranda, Anzoátegui, Carabobo, Zulia, Monagas, Aragua, Cojedes, Falcón y Lara, también en el Distrito Capital, según  reportan usuarios en redes sociales bajones de luz.
Para superar la Crisis energética de Venezuela se tiene que invertir unos 20,000 millones de dólares de acuerdo a expertos ingenieros que enfrentan los problemas de apagones del país. Miguel José Lara Guarenas es Ingeniero electricista por la Universidad Central de Venezuela (UCV), con más de 48 años de ejercicio profesional y con maestría en Ingeniería Gerencial. Trabajó por 30 años en la oficina responsable de coordinar la planificación y la operación del Sistema Eléctrico Nacional -desde 1975 hasta el 2004, siendo su Gerente General.
En octubre un informe periodístico da cuenta que CORPOELEC no informa sobre las fallas eléctricas ocurridas en simultáneo en varios estados del país durante el mes de septiembre por averías en líneas de transmisión en el Complejo hidroeléctrico del estado Bolívar. Las de mayor impacto ocurrieron el 13 de septiembre, con 17 estados afectados, incluyendo el Distrito Capital, y la del 21 de septiembre. Una información extraoficial dio cuenta que en la represa de Macagua hubo una explosión de un transformador de corriente en la subestación 115 KV en la Bahía Central de la represa. La información extraoficial que surgió en las últimas semanas es que la falla del día 13 de septiembre tuvo lugar en la Red Troncal de Transmisión, en la Central Hidroeléctrica Simón Bolívar (Guri). El informe data que de marzo de 2020  en ese momento un informe detalló que en Guri, hasta marzo de 2020 se tuvo conocimiento de que de 20 turbinas generadoras, solo funcionaban trece. La represa de Macagua, que consta de 20 máquinas, se reveló para entonces que en Casa de Máquinas I II y III, solamente operaba once. En el caso de Represa de Caruachi, su Casa de Máquinas posee 12 unidades generadoras, sólo funcionan cinco.

## Apagones en 2025
Los cortes de electricidad se prolongan entre cuatro y ocho horas en la región andina y zona oriente del país. Apagones programados dejan sin luz parte de Mérida, Sur del Lago, Táchira, Sucre, Barinas y Bolívar con cortes de cuatro horas entre una y dos veces al día, y algunas veces son tres cortes programados. Empezaron después del 15 de enero, durante la fiesta decembrina no hubo cortes.
El 9 de marzo un apagón afecto a 8 estados del país al menos dos fluctuaciones en una media hora, aproximadamente, en el Sistema Eléctrico Nacional en horas de la tarde. La organización civil Activos por la Luz documentó que, entre enero y febrero de 2025, la frecuencia de los apagones fue de 237 apagones, con una duración promedio de 2,8 horas. «Comparados con el mes de enero (2025), aumentaron un 85 %”, indicó la organización. A fines de marzo los apagones constantes en el territorio obligan al gobierno a reprogramar los horarios de trabajo del empleado público, afectando a a ministerios, gobernaciones, alcaldías y otros entes del Estado, que trabajará solo entre las 8:00 a.m. y las 12:30 p.m. durante seis semanas. El racionamiento en las regiones en zonas como Zulia, Táchira, Mérida y Barinas, pueden durar hasta ocho horas por día. Según datos de ingenieros eléctricos y organizaciones civiles, el país ha perdido más del 60 % de su capacidad instalada desde 2013, sin que se haya presentado una política pública creíble para revertir la situación.

## Consecuencias
Venezuela presentó una contracción del PIB de 3.3% en 2009, se temía que la crisis energética prolongase la recesión en el 2010. Adicionalmente, la transferencia de generación de energía hidroeléctrica a termoeléctrica aumentaría el consumo interno de productos derivados del petróleo y del gas natural, provocando una caída de las exportaciones venezolanas, que ya habían experimentado una caída de 17% en el 2009. En abril de 2010 el ministro de Energía y Minas, Rafael Ramírez, anunció que Venezuela necesitaba 100 000 barriles de diésel diarios para mantener las plantas termoeléctricas funcionando, una vez que todas estén operativas.
Algunos expertos aseguraban que la crisis puede extenderse hasta el 2011, ya que no creían posible que la próxima temporada de lluvias, que debería iniciarse en mayo de 2010, incrementase el nivel del embalse de Guri lo suficiente para abandonar el nivel de alarma. Estiman que cuando dicha temporada terminase, el nivel se encontraría a 245 m/snm, en contraste con los 262 m/snm con los que terminó la temporada del 2009. Este déficit sólo podría ser aplacado con las plantas termoeléctricas que se instalan en el 2010. Sin embargo los problemas continuaron, la compra e instalación de termoeléctricas solucionaron el problema los primeros dos años, en 2014 se iniciaron las demandas y se descubrió la gran corrupción, sobornos y lavado de capitales y la compra de las termoeléctricas usadas y con sobreprecio. (ver el caso de  Los bolichicos) Para el 2018 de las casi 300 termoeléctricas instaladas operan a 30% de su capacidad.
Aunque el gobierno ha culpado exclusivamente al fenómeno de El Niño por la crisis, diversas encuestas indican que la mayoría de los venezolanos responsabilizaban al gobierno de Hugo Chávez, acusándolo de no haber invertido lo suficiente para el mantenimiento sostenido de desgaste y contrarrestar la demanda. Por su parte, Chávez ha acusado a la oposición de buscar obtener ganancias políticas de la crisis energética. Para 2019 se producía la mitad de electricidad de lo que se consumía una década antes cuando se tenía una economía próspera."Esto representa menos de 8,000 megavatios de los 18,000 Mw que consumía cuando era una economía boyante".
La crisis afectó a toda la Corporación Venezolana de Guayana en especial las empresas del aluminio y las de hierro y acero al verse obligadas a reducir el consumo de energía.
Un año después del apagón general de marzo de 2019, el sistema eléctrico en el Zulia continuas con graves deficiencias sin resolver. Especialistas estiman que sería necesaria una inversión de 5.000 millones de dólares americanos y un plazo de dos años para restaurarlo.

## Censura
La mala administración técnica siempre ha buscado culpar a personas o partidos políticos que nada tienen que ver para eludir su responsabilidad, al Ing electricista Wiston Cabas quien era presidente del Colegio de Ingenieros de electricidad tuvo que huir del país hacia Colombia en 2019 por la muchas declaraciones críticas constructivas que ofreció públicamente y que el gobierno no aceptó. El presidente de la Asamblea para ese momento el teniente Diosdado Cabello, pidió la investigación inmediata del ingeniero Winston Cabas por hacer “predicciones acertadas” sobre la crisis eléctrica del país y los reiterados apagones nacionales, además de su presunta "vinculación" con el apagón ocurrido el pasado 22 de julio, algo que el teniente  desconoce, por que para eso se estudia prevención, vida útil de los materiales, y resistencia de materiales con base en estadísticas y cálculos matemáticos.

## Enlaces externo
- Ingeniero venezolano Wiston Cabas dijo que el sistema eléctrico nacional "está en crisis" 03/sep/2013
- Realidad y funcionamiento del Sistema Eléctrico Venezolano - Juan Carlos Rodríguez -  Observatorio Venezolano de Servicios públicos 14/03/2024

- Datos: Q5791134